# Comes and Goes
Comes and Goes è il quarto album in studio del gruppo musicale canadese Default, pubblicato nel 2009.

## Tracce
1. Turn It On – 4:02
2. All Over Me – 3:50
3. Little Too Late – 3:58
4. Goodbye – 3:02
5. Show Me – 3:55
6. Hold Onto You – 3:51
7. Comes and Goes – 3:49
8. Supposed to Be – 4:16
9. Caught in the Moment – 4:37
10. Fascination – 3:39
11. Yesterday's Song – 3:30